# La sposa perduta
La sposa perduta è un film muto italiano del 1922 diretto da Achille Consalvi con la supervisione di Guido Parish.